# Aufstand von Ibicaba

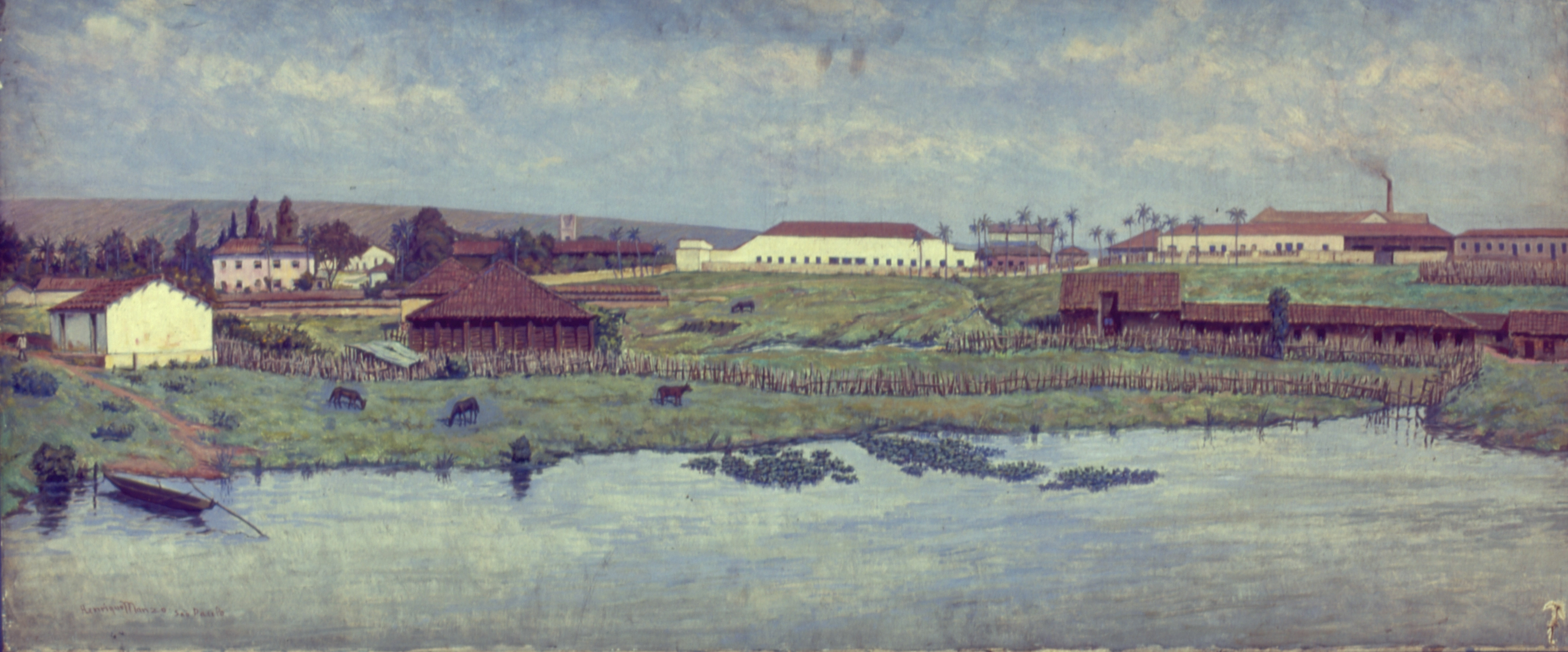
Henrique Manzo, Gutsbetrieb Ibicaba, Limeira, 1876, Öl auf Leinwand, Museu Paulista der Universität São Paulo

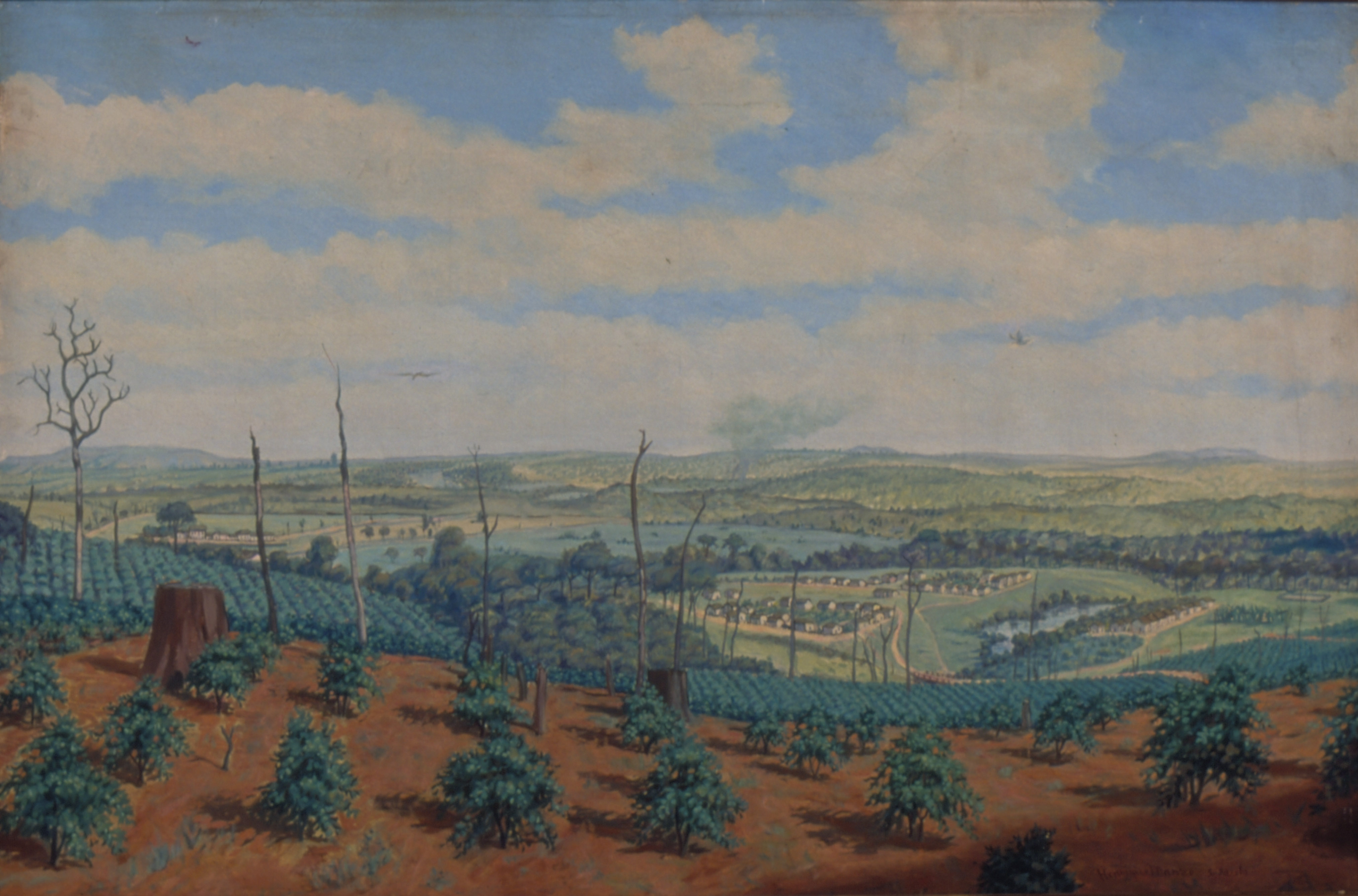
Henrique Manzo, Kaffeeplantage des Gutsbetriebs Ibicaba, 1850, Öl auf Leinwand, Besitz des Museu Paulista der Universität São Paulo

Der Aufstand von Ibicaba (auch Aufstand der Parceristas oder Revolte von Ibicaba genannt) war der Aufstand schweizerischer und deutscher Siedler auf dem Ibicaba-Gutsbetrieb in Limeira (Brasilien) im Jahr 1856 gegen die Ausbeutung durch die brasilianischen Gutsherren mittels des Halbpacht-Systems (auch Partnerschafts-System oder Parceria-System genannt).

## Hintergrund
Im 19. Jahrhundert basierte Brasiliens Wirtschaft auf der Sklavenarbeit. Brasilien führte etwa 10 Millionen Sklaven ein, mehr als zehnmal so viele wie damals die USA. Dann wurde die Sklavenarbeit zunehmend eingeschränkt, insbesondere nach Annahme der Aberdeen-Gesetzesvorlage, einem englischen Gesetz, das den Seetransport von Sklaven für den Handel untersagte und dessen Sanktion die Beschlagnahmung von Schiffen vorsah, die dieses Gesetz missachteten. In Brasilien zeigte das Gesetz nach einer Phase des Widerstands Folgen: Die Beschaffung von Sklaven wurde schwieriger und teurer. Deshalb waren neue Maßnahmen erforderlich, um die Produktion auf den landwirtschaftlichen Betrieben aufrechtzuerhalten. Durch die Ausweitung der Agrarflächen in Brasilien und die steigenden Weltmarktpreise für Kaffee nahm die Nachfrage nach Arbeitskräften stark zu. Es sei laut Thomas Davatz damals billiger gewesen, eine ganze Familie von Europäern nach Brasilien zu holen, als einen Sklaven zu kaufen.

### Ibicaba
Freie Arbeiter, vorzugsweise Europäer, wurden daher für brasilianische Gutsbesitzer attraktiv. Senator Nicolau Pereira de Campos Vergueiro brauchte ein neues System, das ihm eine Alternative zur Sklavenarbeit bot. Er konzipierte das sogenannte Parceria-System (auch Halbpacht-System genannt). Zwischen 1847 und 1857 brachte Vergueiro etwa 180 Familien aus verschiedenen europäischen Regionen als Kolonisten auch dank intensiver Propaganda in Europa auf brasilianischen Gutsbetrieben unter. Anfänglich subventionierte die Provinz Sáo Paulo den Seetransport der Kolonisten. Dann versiegte diese Geldquelle, sodass Vergueiros Agenten in der Schweiz begannen, die Gemeinden etwa durch Waldschlag oder andere Mittel für die Finanzierung der Schifffahrt zu ermuntern. Es kann angenommen werden, dass die für das Parceria-Projekt notwendigen Summen das Vergueiro’sche Vermögen wegen des Ausbleibens der Subventionen durch die brasilianische Provinz über Gebühr belastete. Gemäß dem Parceria-Vertrag schoss der Gutsbetrieb oder die Herkunftsgemeinde die Reisekosten (See- und Landweg in Brasilien) und die Abgabe von Lebensmitteln, Werkzeugen, Baumaterialien bei 6 Prozent Jahreszins vor und schrieb dem Kolonisten die Hälfte des Verkaufserlöses der Kaffeeernte gut, wodurch dieser seine aufgelaufene Schuld tilgen sollte. Was auf den ersten Blick wie ein partnerschaftliches (portug.: parceria: 'Partnerschaft') Verhältnis aussieht, entpuppte sich in der Realität als Knebelung.
An die Ausbeutung der Sklavenarbeit gewöhnt, reproduzierten die brasilianischen Gutsherren ein autoritäres Verhalten ihren Landarbeitern gegenüber und versuchten in einer der Sklaverei ähnelnden Art, so viel wie möglich aus ihnen herauszuholen. So wurden einzelne Kolonistengruppen nach der Landung in Santos auf dem ehemaligen Sklavenmarkt festgehalten, bis man sie unter den interessierten Großgrundbesitzern aufgeteilt und verkauft hatte. Zudem wurde die beschwerliche Reise von Santos bis zum Gutsbetrieb dem Kolonisten zu hohen Preisen in Rechnung gestellt. Jedes Mitglied einer sogenannten Kontraktfamilie (dazu gehörten oft auch „Angeschlossene“ wie alleinstehende Frauen, Alte, Behinderte) war für die Kosten der gesamten Familie zuzüglich Zinsen verantwortlich. So wurde die Familie dazu gezwungen, viele Jahre zu arbeiten, um die Schulden zu tilgen. Der Gutsherr, der die Siedler einstellte, verkaufte ihnen zudem Lebensmittel zu überhöhten Preisen, was dazu führte, dass sie in einem System gefangen waren, das die Siedlerfamilie in immer größere Schulden beim Gutsherrn trieb. Statt unabhängig zu werden, wurden die Familien in vielen Fällen abhängiger vom Arbeitgeber.

## Spannungen

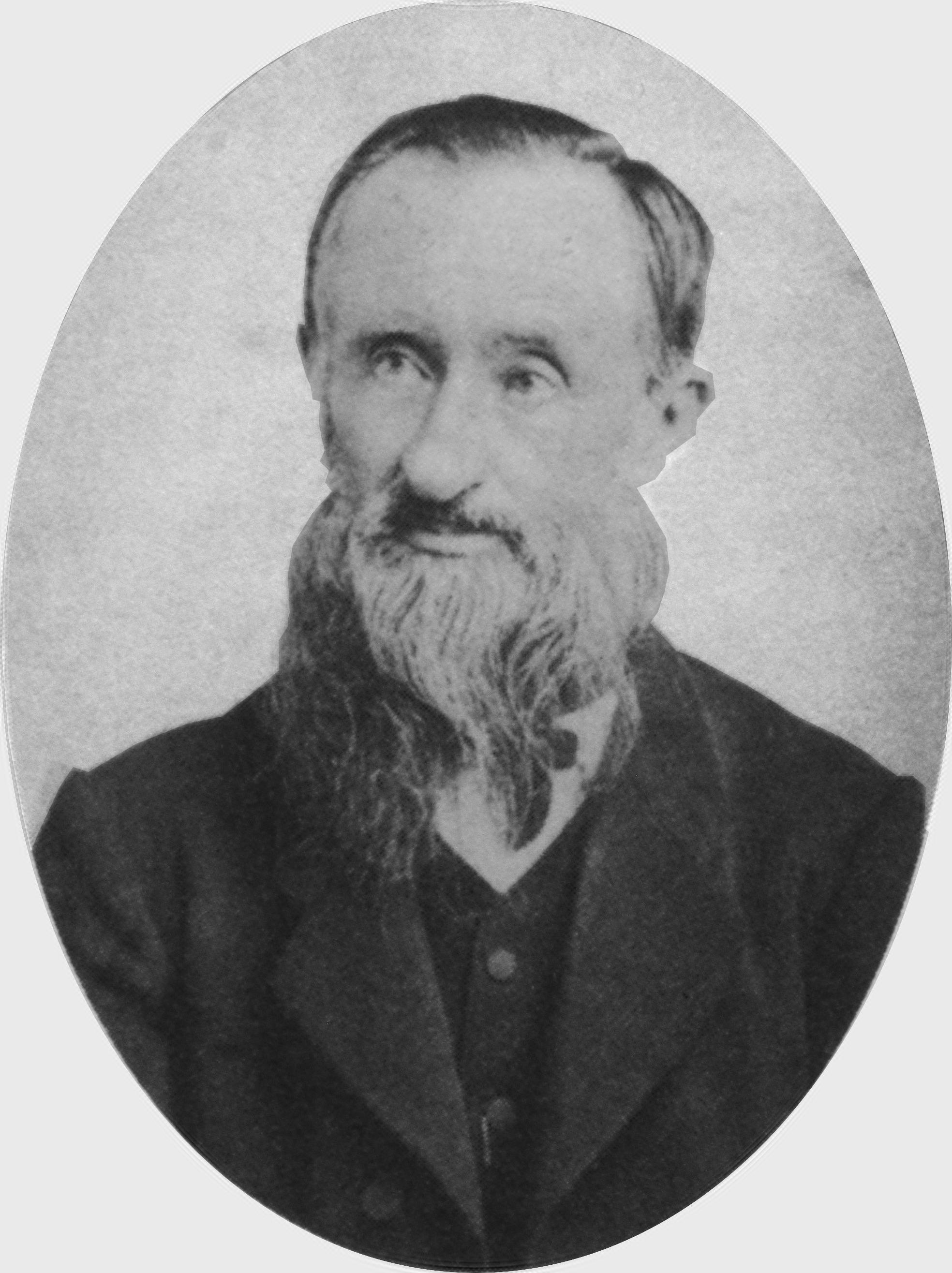
Thomas Davatz um 1880

Angesichts dieser Ausbeutung empörten sich die Einwanderer des Vorzeige-Landgutes von Senator Vergueiros, dem Ibicaba-Gutsbetrieb, unter Führung von Thomas Davatz, einem Schweizer Lehrer. Verführt durch die massive Anwerbung hatte dieser gutgläubig zuvor in Europa bei den Aussiedlern den Wunsch geweckt, in Brasilien kleine oder mittlere Landeigentümer zu werden.
Einzelne Kolonisten hatten anfänglich gegen unrechtmäßige Vertragsauslegungen und -verzerrungen versucht, bei lokalen Behörden zu klagen, um zu ihrem Recht zu kommen. Sie machten die Erfahrung, dass diese Unrechtmässigkeiten durch die lokalen Machtstrukturen abgesichert wurden, ohne dass sich der kaiserliche Staat und sein Beamtenapparat einschalten konnte und wollte. Deshalb versuchten sie, den Schweizer Konsul zum Vermittler auch beim Kaiser zu machen.

### Vorbereitungen
Davatz bündelte die Beschwerden seiner Kolonie, hielt schriftlich seine Beobachtungen fest und versuchte, seine Berichte an die zuständigen Stellen in Rio de Janeiro und in die Schweiz zu schicken. In der Hoffnung auf Unterstützung vertraute Davatz die Beschwerden der Kolonisten dem schweizerischen Hausarzt der Gutsfamilie an. Dieser verriet dem mächtigen Gutsherrn Inhalt und Verfasser der Beschwerden. Darauf folgten Auseinandersetzungen, Schikanen und Drohungen. Davatz gelang es trotzdem, einen Brief an der Zensur der Post vorbeizuschleusen, was riskant war, da die Familie der Vergueiros für die ganze Provinz die Post besorgte und sie auch zu kontrollieren wusste. Der Brief kam in der Schweiz an und bewirkte, dass die Kantone, aus denen die meisten und vor allem auch von Gemeinden bevorschusste Kolonisten nach São Paulo ausgewandert waren, gemeinsam eine Untersuchung vor Ort beschlossen. Dazu setzten sie den Zürcher Jakob Christian Heusser ein. Er sollte die Kolonien der Familie Vergueiro und weitere parceria-Kolonien im Hochland besuchen.

### Offener Aufstand
Die Nachricht von der bevorstehenden Untersuchung durch Heusser sorgte bei den Gutsherrschaften und bei den Kolonisten für Aufregung. Die Schweizer wagten es, im Dezember 1856 offen zu revoltieren. Denn nachdem Davatz ins Herrenhaus zitiert worden war, fürchteten viele Kolonisten aufgrund heftiger Wortwechsel, um die körperliche Unversehrtheit ihres Anführers. Sie eilten deshalb bewaffnet mit Werkzeugen und vereinzelt mit Gewehren zum Herrenhaus.
Davatz gelang es, die aufgebrachten Kolonisten zu beruhigen und sie nach Hause zu schicken. Aber die Gutsherren und angestellten Direktoren, für die Sklavenaufstände nichts Unbekanntes waren, taten alles, um bei Heusser den Eindruck von Harmonie und Normalität zu erwecken. Die Kolonisten weigerten sich, dieses Bild ihrerseits zu bestätigen.
Ihre Kritik betraf:
- die ungerechtfertigten Kommissionsgebühren
- die in vielen Fällen ungerechte Verzinsung der Heimatschulden, die von vielen Heimatgemeinden als zinslose Darlehen vorgeschossen wurden
- die überhöhten Preise (Weltmarktpreise) für auf der Kaffeeplantage bezogene Lebensmittel und für Geräte, ohne Kenntnis der Preise der bezogenen Güter bis zur ersten Jahresabrechnung
- der Zustand vieler Häuser und die einmalige Anzahlung und die folgenden Mietkosten
- die Bestechung von schweizerischen/deutschen Unterdirektoren, die geschönte Berichte über Ibicaba verfassten
- kein geregelter Schulunterricht, keine Möglichkeit, protestantische Sakramente (Heirat, Taufe) zu beanspruchen
- trotz der bezahlten Jahrespauschale für ärztliche Behandlung fehlende Möglichkeiten, einen Arzt zu konsultieren
- die übersetzte Umrechnung der Ernte von 3 alqueiras (Hohlmaß) gepflückten Kaffees in 1 arroba (Gewichtsmaß, knapp 15 kg) geschälten Kaffees[12]
- die Beraubung der persönlichen Freiheit durch das Verbot, die Plantage ohne schriftliche Erlaubnis der Direktion zu verlassen

## Auswirkungen
Heussers Besuch bewirkte erstens, dass Davatz mit seiner Familie in die Schweiz zurückkehrte, einerseits aus Sicherheitsgründen, andrerseits aus Sorge, er könnte die Kolonisten weiterhin gegen die Herren aufstacheln. Zweitens dokumentierte er die vielfach aussichtslose finanzielle Situation der Kolonistenfamilien und die unredlichen Vorgehensweisen der Gutsherren und der Firma Vergueiro & Cia.
Die Hoffnung der Kolonisten, ihr Aufstand würde großen Widerhall finden und das brasilianische Reich zwingen, die Arbeitsbeziehungen zu überprüfen, scheiterte zunächst. Zu individuellen Veränderungen bezüglich der unmittelbaren Lebensqualität der Kolonisten oder hinsichtlich des Eigentumsrechts kam es in Ibicaba vorläufig nicht. Ihre Situation wurde in den folgenden Jahren sogar schlechter. Insgesamt bewirkte der Aufstand jedoch eine breite politische Bewegung, die Arbeit auf den Landbetrieben gesetzlich zu regulieren.
Auch international wirkte sich der Aufstand aus. Ende 1857 richtete der Schweizer Bundespräsident eine Note an den Minister seiner kaiserlichen Majestät, den Vicomte de Maranguape. Am 3. November 1859 verbot Preußen die Bewerbung der Auswanderung von Arbeitnehmern nach Brasilien durch ein Reskript des Handels- und Finanzministers August von der Heydt, nachdem selbst der brasilianische Gesandte in Berlin, Johann Jakob Sturz, sich gegen die Parceria-Verträge ausgesprochen hatte. Die Schweiz beauftragte 1860 Johann Jakob von Tschudi als Sondergesandten, die Situation der Siedler zu analysieren. Tatsächlich konnte er viele Parceria-Kolonien (auch in Espíritu Santo) besuchen, aber für die Kolonien der Vergueiros, Ibicaba und Angelica, erhielt er nie Zugang. Der Anführer des Aufstands, Thomas Davatz, hatte die Geschichte der Revolte in seinem Bericht Die Behandlung der Siedler in der Provinz St. Paulo in Brasilien und deren Erhebung gegen die Bedrücker nach seiner Rückkehr nach Europa veröffentlicht; sein Bericht erschien 1858.

Tschudi zeigt in seinem Bericht wenig Verständnis für das Los der Parceria-Kolonisten. 
„Die erreichten Verbesserungen halfen weniger den Kolonisten, sondern änderten vielmehr die Grundlagen für eine zukünftige Kolonisation. Hervorzuheben ist insbesondere die Konsularkonvention, die Tschudi mit der brasilianischen Regierung abschloss. Außerdem regelte er vertraglich die Erbschaftsfragen. Inskünftig sollten Erbschaften an Erben in den jeweils anderen Staat ausbezahlt werden. Tschudis Einfluss bei der Einführung der Zivilstandsregister, die einige Jahre nach seiner Mission erfolgte, ist schwer abzuschätzen.“ 
Außerdem erreichte Tschudi die Bereinigung der Konten von Kolonisten (ausgenommen von den Kolonisten in Ibicaba und Angelica, zu denen er keinen Zugang hatte), soweit sie nicht schon beim Besuch von Heusser korrigiert worden waren. Darüber hinaus strengte Tschudi einen Prozess zur Erlangung der geschuldeten Rückzahlungen an die Schweizer Gemeinden gegen die Firma Vergueiro & Cia an, dem sich die Firma infolge Konkurs entziehen konnte. Erst nachdem die Schweizer Gemeinden Schenkungsurkunden zugunsten der Kolonisten ausgestellt hatten, konnten die Kolonisten von Ibicaba und Angelika die Kolonie verlassen. „Die Mehrzahl von ihnen, so berichtet Raffard im Jahre 1868, seien Kleinbesitzer geworden: ‚Kleinbesitzer in günstigen Verhältnissen, zufrieden und in keiner Weise durch Vergueiro verfolgt oder belästigt.‘“
Mit den Berichten von Davatz, Heusser und Tschudi erlosch die Auswanderungseuphorie hinsichtlich Brasilien in den deutschsprachigen Ländern.
In Brasilien erschien der Bericht von Davatz 1951 auf Portugiesisch, übersetzt und mit einem vielbeachteten Vorwort von Sergio Buarque de Holanda versehen. Schon 1933 hatte Mário de Andrade den Bericht zu einer Sammlung der zwanzig grundlegenden Werke über Brasilien gezählt.
Nach Berthold Wessendorf ergab sich der Misserfolg zum Teil aus dem System selbst. Denn bei der Anwerbung auswanderungswilliger Kolonisten wurden keine Kriterien der Eignung berücksichtigt, um die unfähigsten und gesundheitlich schwächsten auszuschließen. Einen Teil der Schuld trugen die Unternehmer, welche die Verträge teilweise möglichst zuungunsten der Kolonisten auslegten, wenn nicht sogar verletzten, außerdem die brasilianische Behörde der Zentralregierung, die den Ausländern kaum Rechtsschutz gewährte, aber nicht zuletzt auch die Schweizer Gemeinden, die denkbar ungeeignete Kolonisten abschoben, um ihre Armenkasse zu entlasten. Im Nachhinein machten gemäß Ziegler die meisten Gutsbesitzer für das Scheitern der Halbpacht die fehlende Unterstützung der Zentralregierung, mittels Subventionierung die hohen Kosten für die Kolonistenimporte zu senken, verantwortlich. Deshalb bewegten sich die Arbeitsverhältnisse in einigen Kolonien bald von der Halbpacht weg in Richtung eines eigentlichen Lohnverhältnisses. So traf Tschudi bereits 1860 auf einigen Plantagen, die nicht Vergueiro gehörten, eine veränderte Vertragsform. Die Kolonisten wurden nicht mehr hälftig am Reinerlös beteiligt. Sie erhielten einen fixen Preis pro Alqueiro für den abgelieferten Kaffee. Damit lag das Unternehmerrisiko auf Unternehmerseite. Auf einer Plantage bezahlte der Gutsherr eine fixe Summe für die Pflege junger Kaffeesträucher, die noch keine Ernte abwarfen. Die eigentliche Lohnarbeit wurde aber erst später eingeführt.
Die Auswanderung von Schweizern unter der Führung von Thomas Davatz wurde literarisch von Eveline Hasler bearbeitet. Ihr historischer Roman wurde 1985 unter dem Titel Ibicaba. Das Paradies in den Köpfen publiziert und erschien 2007 unter dem Titel Ibicaba. O paraíso em mento auf Portugiesisch.